# ديفيد جي. بوث
ديفيد جي. بوث (بالإنجليزية: David G. Booth)‏ هو شخصية أعمال أمريكي، ولد في 1946 في لورانس في الولايات المتحدة.